# Deset a jeden
Deset a jeden (anglicky Ten Plus One) je román amerického spisovatele Eda McBaina z roku 1963, česky 1972 v překladu Františka Jungwirtha v nakladatelství Odeon, edice Čtení na dovolenou. Román patří do série „87. revír“ s detektivem Stevem Carellou. V roce 1971 byl zfilmován pod názvem Bez motivu v režii Philippeho Labra.
Stejně jako ostatní knihy Eda McBaina o kriminalistech z 87. revíru se odehrává ve fiktivním městě Isola, které však mnoha rysy připomíná New York, rodné město autora. Kniha je rozdělena do osmnácti kapitol, autor ji věnoval Herbertu Alexanderovi. Steve Carella a jeho kolegové z kriminálky vyšetřují sérii vražd, jejichž kořeny vedou hluboko do minulosti.

## Děj
Román začíná na jaře 1963, kdy řečeno slovy autora: „Za hezkého jarního dne nikdo nepomýšlí na smrt. Podzim je čas umírání, nikoli vesna. Podzim ponouká k pohřební myšlenkám, rozněcuje ponuré představy... Na jaře se nesmí umírat.“ Vzápětí je však zavražděna první oběť a rychle následují další. Motiv vražd zpočátku zdánlivě chybí a ani to nevypadá, že jednotlivé případy spolu nějak souvisí.
Steve Carella a jeho spolupracovníci si nejprve uvědomí, že na první pohled nesouvisející vraždy byly provedeny stejným způsobem. Dosti pozdě však zjišťují, že všichni dosud zavraždění účinkovali před více dvaceti lety, když se USA chystaly ke vstupu do druhé světové války, na univerzitním ochotnickém představení. Až na základě toho docházejí k závěru, že vrahem by mohl být někdejší válečný odstřelovač.

## Postavy
- Steve Carella – hlavní vyšetřující detektiv tohoto případu
- Meyer Meyer – detektiv
- Andy Parker – detektiv
- pan Redfield
- paní Redfieldová

## Povaha zločinu
Série vražd zdánlivě bez motivu a bez souvislosti, skutečné příčiny zločinů je nutno hledat v minulosti.

## Hodnocení čtenářů
Román má převážně kladná až velmi kladná hodnocení čtenáři. Na webu Databáze knih je k 8. červnu 2024 celkový průměr 87 % při 111 hodnoceních. Na anglickém webu Goodreads je ke stejnému dni celkový průměr 3,97 z pěti při 1544 hodnoceních a je zde 79 podrobnějších slovních recenzí.

## Adaptace
Román Deset a jeden byl zfilmován v roce 1971 ve francouzsko-italské koprodukci pod názvem Bez motivu (francouzsky Sans mobile apparent). Režisérem filmu je Philippe Labro, postavu detektiva Carelly vytvořil Jean-Louis Trintignant, filmovou hudbu složil Ennio Morricone. Děj filmu byl z pochopitelných důvodů přenesen na Francouzskou Riviéru (natáčelo se hlavně v Nice), časově byl posunut do doby natáčení filmu (a blíže k současnosti se odehrála i příčina zločinů) a jméno detektiva bylo upraveno na „více francouzské“ Stéphane Carella. Celkově se však děj filmu poměrně drží románové předlohy.